# Ungdomshuset

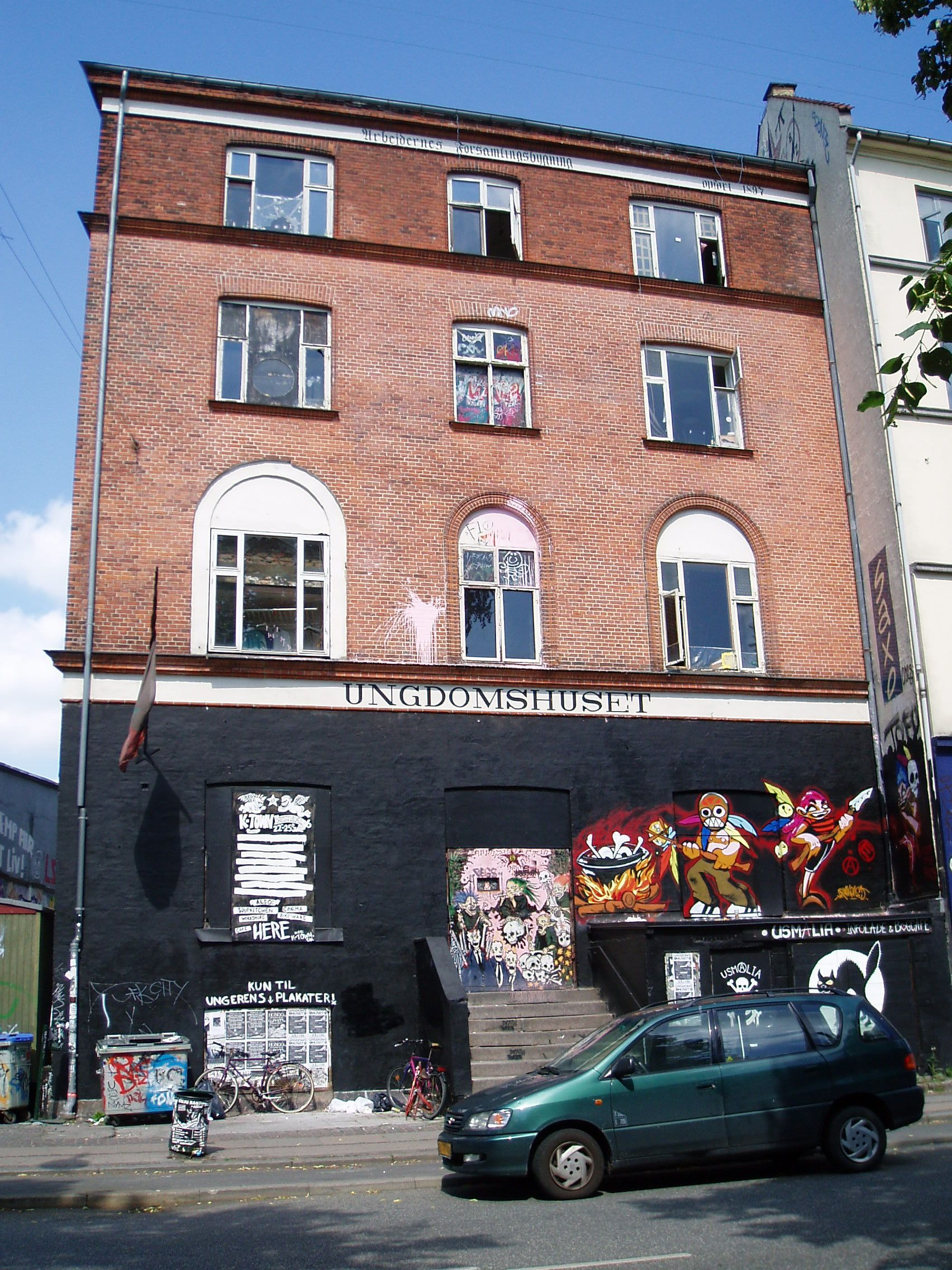
Ungdomshuset, som det såg ut i juli 2006.

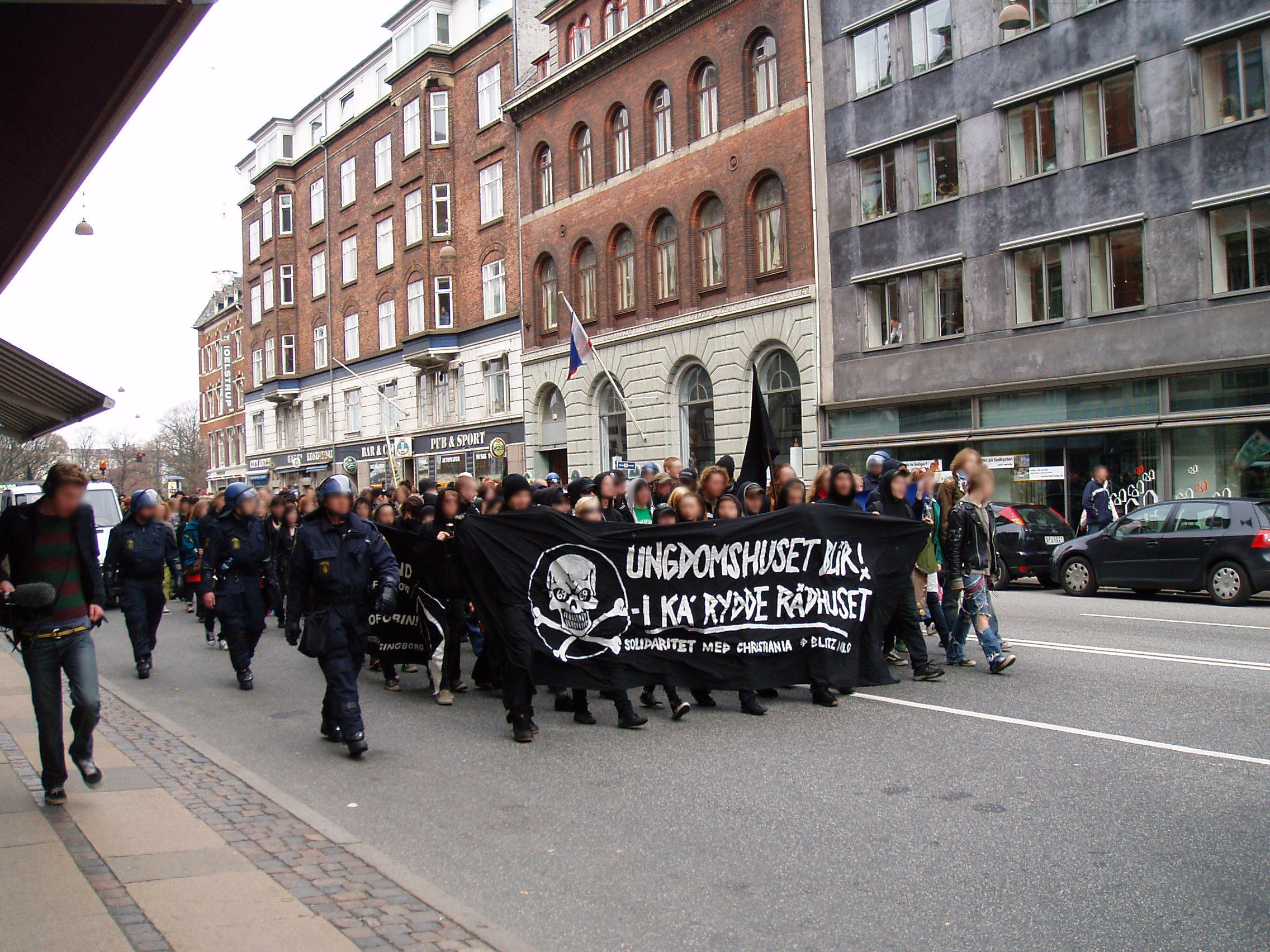
En av de många demonstrationerna för ungdomshuset.

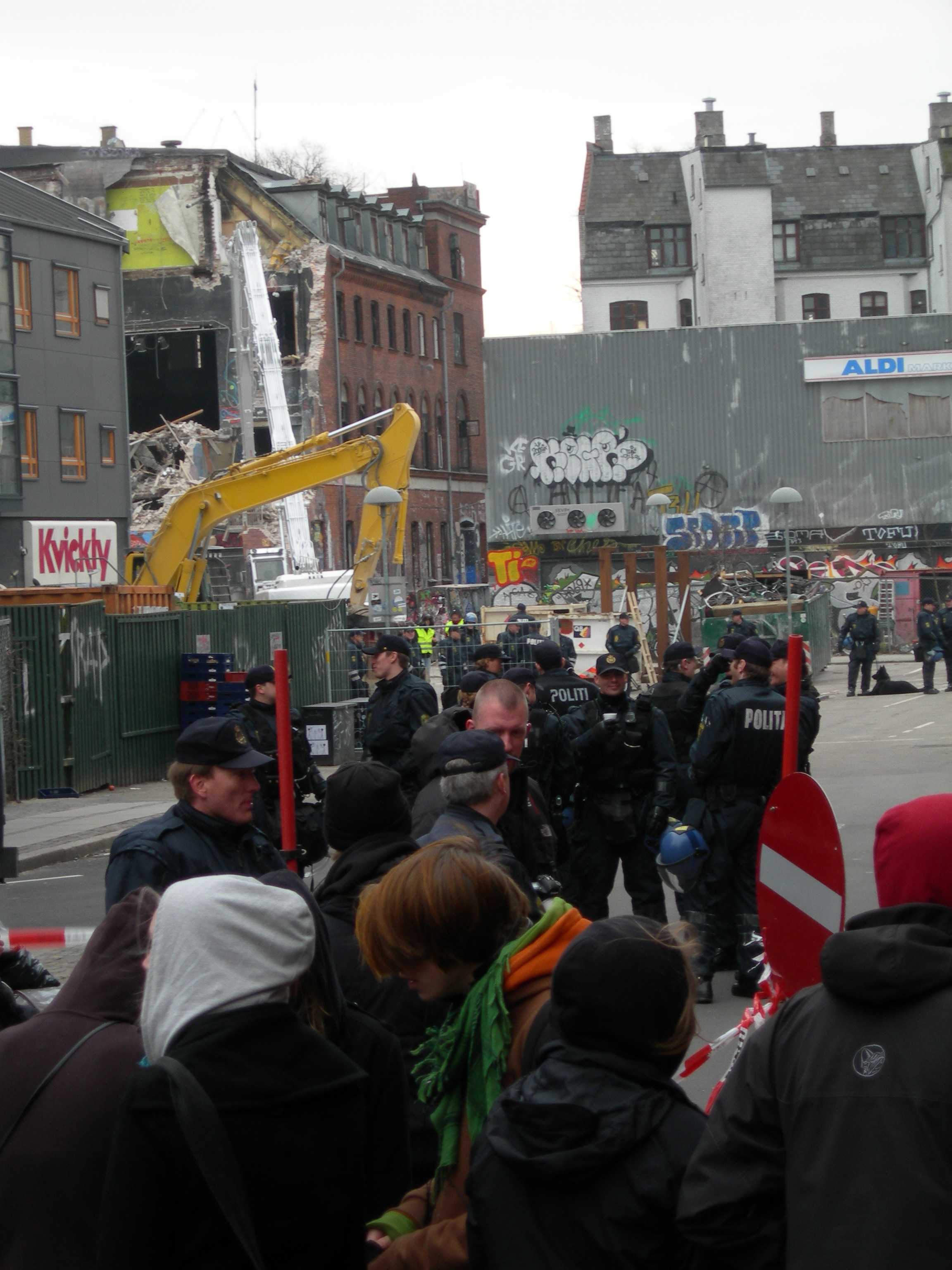
Ungdomshuset rivs.

Ungdomshuset, även kallat Ground 69 eller Ungeren, var en samlingspunkt för vänsterungdomar och för Köpenhamns punk- och undergroundscen. Ungdomshuset låg på Jagtvej 69 i stadsdelen Nørrebro, Köpenhamn, och huset uppfördes som Folkets hus 1897.

## Bakgrunden
År 1981 bildades den så kallade Initiativgruppen som krävde ett hus för ungdomar i Köpenhamn. Året därpå gav kommunen dem rätten att bruka huset i Nørrebro, mot att ungdomarna betalade hyra och följde vissa regler.  Huset fungerade som ett användarstyrt kulturhus bland annat genom att organisera konserter, replokaler och en veganrestaurang. Politisk aktivism, icke-kommersiell kultur och direktdemokrati bland deltagarna var verksamhetens kärna. Frihetligt socialistiska symboler hade målats på huset. Samtidigt har verksamheten i ungdomshuset från borgerligt håll kritiserats för sin påstått militanta tolkning av socialistiska läror och även beskyllt ungdomarna för att ha vanvårdat fastigheten.

## Uppsägning, demonstrationer och ockupationer
Under 1990-talet kritiserades Ungdomshuset för att man störde grannar och inte betalade hyran i tid, och 1997 ansågs användaravtalet brutet. Hyresvillkoren omförhandlades till tre månaders uppsägning och 1999 beslutade Köpenhamns kommun att huset skulle säljas[källa behövs]. Ett bud från den kristna frikyrkan Fadershuset avböjdes och huset köptes istället till Human A/S. Fadershuset köpte senare firman Human A/S 
Ungdomshusets brukare vägrade dock att ge den nya ägaren tillträde och hänvisade till det ursprungliga avtalet där kommunen gett dem rätten att använda huset. Fadershuset gick till domstol för att driva sin sak och fallet vandrade genom flera instanser tills det slogs fast i oktober 2006 att ungdomarna skulle lämna huset. Under processen har stiftelsen Jagtvej 69 erbjudit sig att köpa huset för 14 miljoner, 12 miljoner mer än den ursprungliga köpeskillingen, men Fadershuset tackade nej till budet. ”Vi kan inte ha något från helvetet på Nørrebro, det har Gud sagt till mig”, sade Fadershusets ledare Ruth Evensen till Dagens Nyheter.

## Kravaller och polisstormning
Demonstrationer hölls ett flertal gånger under hösten 2006 med kulmen den 16 december där det övergick i kravaller. Omkring 300 demonstranter greps . Flera poliser och demonstranter skadades, varav en polis allvarligt.
1 mars 2007 stormades huset klockan sju på morgonen av dansk polis. En helikopter placerades på husets tak. Denna sägs ha landsatt poliser, och även vattenkanoner sägs ha brukats av polisen. Aktionen har sagts ha haft en militär prägel.   Kravaller utbröt i Köpenhamn och eldar tändes vid Christiania.
Vid femtiden 2 mars 2007 meddelade danska polisen att sammanlagt 219 personer greps, under stormningen och de efterföljande oroligheterna den 1 mars. 2 mars fortsatte kravallerna och demonstrationerna. 
Den 4 mars 2007 uppgav dansk press att Ungdomshuset skulle rivas.
Den 5 mars 2007 påbörjades rivningen av huset med hjälp av en grävmaskin. 650 personer hade då anhållits. Den 6 mars var rivningen i stort sett färdig, efter en natts arbete. Under tiden fortsatte protester i form av bland annat blockader och ockupationer mot danska konsulat runt om i världen.

## Efter rivningen av Jagtvej
9 mars skedde en hel del aktioner i protest mot rivningen av ungdomshuset, och när polisen på kvällen hade tagit bort avspärrningarna till den rivna tomten, även kallad Ground 69, hade ungdomar tagit dit möbler och startat en fest där. Vid fyratiden började polisen gripa ungdomarna och spärrade återigen av tomten.
10 mars blev utlyst som en så kallad aktionsdag, och i Köpenhamn hölls en demonstration för ett nytt ungdomshus med 5000 deltagare. Även i Stockholm hölls en demonstration klockan 14.00.
12 mars ockuperades kommunhuset av aktivister, som sade att de inte kommer att lämna förrän de får ett nytt ungdomshus. Aktionen avbröts dock av polisen efter en timme, och 14 aktivister anhölls 
Från den 1 mars då huset stormades har man haft demonstration varje torsdag. "Demonstration varje vecka tills vi har ett ungdomshus" var bestämt innan huset revs. Det hann bli 57 demonstrationer innan man närmade sig en lösning. Antalet demonstranter har varierat mellan 500 och 4 000 enligt danska Modkraft.dk.
Den 6 september var det en stor demonstration, med cirka 700 deltagare för att få ett nytt ungdomshus. Den här gången hölls också en motdemonstration av boende i Nørrebro. Eftersom det gamla huset låg på Jagtvej 69, har talet 69 (6 september = 6/9) fått stor betydelse för demonstranterna.

## Fortsatta aktioner
Nästa hus planeras bli Grøndalsvænge Allé 13.
Aktionsgruppen som verkar för ett nytt ungdomshus, kallas därför G13.
Efter förhandlingar mellan fonden Jagtvej 69 och Köpenhamns stad har det bestämts att ungdomarna ska få ett nytt ungdomshus. Dock är plats obestämt än så länge.
Den 3 april var en stor demonstration med uppskattningsvis 3000-4000 personer planerad att hållas i Köpenhamn, som skulle avslutas med att man ockuperade Köpenhamns rådhus. Aktionen kallades Blok-R, och avblåstes i sista sekund, den 1 april. Aktionen avblåstes eftersom målet var uppfyllt — de tre parterna hade kommit överens om ett nytt ungdomshus på Dortheavej 61. Kultur- og Fritidsforvaltningen i Københavns Kommune och Fonden Jagtvej 69 väntas skriva ett avtal innan juli månad . Istället för att ockupera rådhuset samlades anhängare till ungdomshuset för att fira. Man gick från Vesterbros torg, förbi Christiansborg, till Christiania och sedan tillbaka till Nørrebro.

## Det nya Ungdomshuset

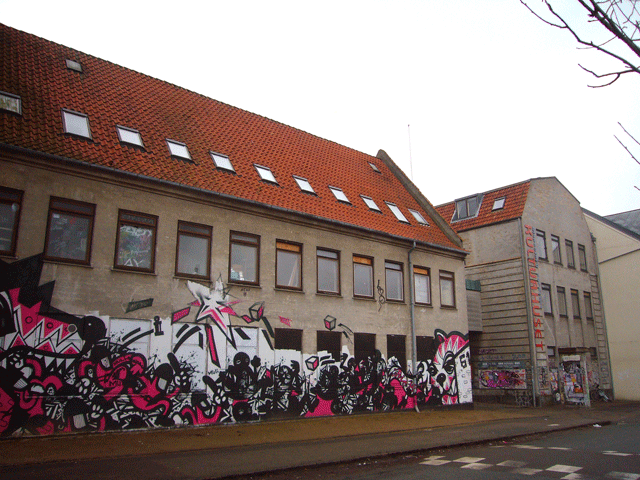
Det nya Ungdomshuset på Dortheavej 61, 2014.

I april 2008 beslutade Köpenhamns politiker att ett nytt Ungdomshus skulle arrangeras så fort som möjligt med adress Dortheavej 61. Den planerade ockupationen av Rådhuset utmynnade istället i en segerfest bland de cirka 3 000 demonstrationsdeltagarna. Sedan aktivisterna accepterat förslaget fick ungdomarna tillträde till huset den 1 juli 2008, och det nya ungdomshuset på Dortheavej 61 öppnades officiellt den 18 oktober 2008.

## Kuriosa
- Vladimir Lenin har bott i huset.[17]
- Det var i detta hus, när det tjänade som folkets hus i början av 1900-talet, som 8 mars instiftades som Internationella kvinnodagen.
- Band som spelat i huset inkluderar bl.a. MDC, Einstürzende Neubauten, D-A-D och Henry Rollins, Joakim Thåström, Imperiet, Looptroop, Green Day, Turbonegro, Ice-T.